# Первая любовь (повесть)
«Пе́рвая любо́вь» — повесть Ивана Сергеевича Тургенева, рассказывающая о чувствах и связанных с ними душевных переживаниях шестнадцатилетнего юноши, полудетская влюблённость которого к двадцатиоднолетней девушке пришла в неразрешимое столкновение с драматизмом и жертвенностью взрослой любви. Впервые опубликована в 1860 году в Российской Империи.

## История создания
Писалась Иваном Тургеневым в январе-марте 1860 года в Санкт-Петербурге. Написана на основе личного эмоционального опыта и событий в семье писателя. Как сам выразился о повести Тургенев: «Описано действительное происшествие без малейшей прикраски,…я изобразил своего отца. Меня многие за это осуждали, а в особенности осуждали за то, что я этого никогда не скрывал. Но я полагаю, что дурного в этом ничего нет. Скрывать мне нечего».

## Краткое содержание
Художественно повесть выполнена как воспоминание «не старого, но и не молодого» человека, рассказывающего о своей первой любви. Главный герой произведения, шестнадцатилетний Владимир, прибывает вместе с семьей на дачу, где встречает красивую девушку, княжну Зинаиду Александровну Засекину 21 года. Владимир влюбляется в Зинаиду, однако, помимо него, вокруг героини присутствует ряд других молодых людей, добивающихся её расположения. Чувства героя не вызывают взаимности, и Зинаида, отличающаяся капризным и игривым характером, разыгрывает героя, иногда насмехается над ним, над его юными летами. Позже Владимир обнаруживает, что истинным объектом любви Зинаиды является его собственный отец, Петр Васильевич. Владимир, тайно наблюдая встречу между отцом и Зинаидой, понимает, что такое настоящая любовь. Немногим позже Петр Васильевич умирает от инсульта. Некоторое время спустя Владимир узнает о браке Зинаиды с господином Дольским и её смерти во время родов.

## Герои и прототипы
- Владимир Петрович — прототипом является сам автор Иван Сергеевич Тургенев.
- Зинаида Александровна — прототипом является княжна Екатерина Львовна Шаховская, поэтесса, первая любовь писателя и любовница его отца. В сентябре 1835 года, через год после смерти С. Н. Тургенева, Шаховская вышла замуж за Льва Харитоновича Владимирова. 22 июня 1836 года родила мальчика и через шесть дней скончалась[2].
- Петр Васильевич — прототипом является отец писателя Сергей Николаевич Тургенев. Сергей Николаевич женился по расчёту на женщине, которая была гораздо старше его (мать писателя Варвара Петровна Лутовинова). Нравился женщинам. Имел роман с Екатериной Львовной Шаховской[3], вскоре после расставания с которой умер.

## Адаптации

### Театр
- Первая любовь (2015, Россия) — реж. Ирина Керученко, Новосибирский академический молодёжный театр «Глобус»
- Первая любовь (2016, Россия) — реж. Николай Дручек, Московский областной государственный театр юного зрителя

### Кино
- Первая любовь (1915, Российская империя). Реж. Евгений Бауэр, Вячеслав Висковский (фильм не сохранился)
- Первая любовь / Primer amor  (1942, Испания) — режиссёр 'Клаудио Де Ла Торре.
- Первая любовь / Premier amour (ТВ), (1963, Франция) — режиссёрЖан Пра[фр.]
- Первая любовь / First Love (ТВ), (1964, Великобритания), режиссёр Марио Призек (сериал Пьесы по средам[англ.])
- 1965 — Первая любовь / Primer amor (ТВ), (Испания), (сериал «Новелла»[исп.])
- Первая любовь (1968, СССР) — режиссёр Василий Ордынский; в ролях Вадим Власов, Ирина Печерникова, Иннокентий Смоктуновский
- Первая любовь / Erste Liebe|Erste Liebe, (1970, ФРГ / Швейцария) — режиссер Максимилиан Шелл; в ролях Максимилиан Шелл, Доминик Санда, Джон Молдер-Браун
- Первая любовь / Pierwsza miłość (1971, ПНР) — польский короткометражный фильм режиссёра Сильвестра Хенциньского.
- Первая любовь / El primer amor, (1974, Мексика). Реж. Хосе Диас Моралес[фр.]
- Первая любовь / Hatsukoi (1975, Япония). Реж. Цугунобу Котани
- 1984 — Зарница / Summer Lightning (Великобритания, Ирландия). Реж. Пол Джойс[англ.]. По мотивам повести «Первая любовь»
- Первая любовь (1995, Россия/Германия) — режиссёр Роман Балаян; в ролях Анна Михалкова, Андрей Ищенко, Марина Неёлова
- Первая любовь (All Forgotten) (2001, США/Англия) — режиссёр Реверж Ансельмо; в ролях Кирстен Данст, Ник Стал
- 2002 — Первая любовь / Erste liebe (ТВ), (Германия) режиссёры Питер Хеннинг, Claudia Prietzel
- Первая любовь[фр.] / 1er amour (2013, Канада) — режиссёр Гийом Сильвестр (Guillaume Sylvestre).
- 2013 — Моя первая любовь / Hatsukoi (Япония). Реж. Кэйко Цуруока. По мотивам повести «Первая любовь»*